# Hikari Sugawara
Hikari Sugawara (jap. 菅原ひかり Sugawara Hikari; ur. 16 czerwca 1993) - japońska zapaśniczka w stylu wolnym. Brązowa medalistka na mistrzostwach Azji w 2011 i 2014. Pierwsza w Pucharze Świata w 2015 i piąta w 2011. Mistrzyni Uniwersjady w 2013, jako zawodniczka Shigakkan University w Aichi.